# Unhyeongung
Der Unhyeongung ist ein kleinerer Palast in Seoul aus der späten Joseon-Dynastie. Er wurde 1864 im ersten Jahr von König Gojongs Herrschaft errichtet und im Jahre 1996 restauriert.

## Anlage
Der Palast besteht aus drei Gebäudekomplexen: dem Noandang (노안당), dem Norakdang (노락당) und dem Irodang (아로당). Noandang und Norakdang wurden in ihrer heutigen Form 1864 errichtet, Irodang im Jahre 1869. Daneben existiert ein Sujiksa (수직사) genanntes Gebäude, in dem sich die Wachen des Palastes befanden. Frühere Tore zur leichteren Verbindung mit dem angrenzenden Changdeokgung-Palast, Gyeonggeunmun (경근문) und Gonggeunmun (공근문) existieren nicht mehr.
Das Noandang-Gebäude ist ein T-förmiges Gebäude für die männlichen Bewohner, hier lebte König Gojong, bevor er volljährig den Thron besteigen konnte. Regent Heungseon leitete von hier aus die Staatsgeschäfte. Das Gebäude verfügt über die typische koreanische Ondol-Bodenheizung und einen Yeonghawru (영하루) genannten Balkon.
Das Norakdang-Gebäude ist zentral in den Palastanlagen gelegen. In diesem Gebäude, dem einzigen mit verzierten Pfeilern und ebenfalls mit einer Ondol-Heizung ausgestattet, heiratete Gojong Königin Myeongseong (1851–1895) im Jahre 1866.
Das Irodang-Gebäude ist rechteckig aufgebaut und liegt hinter Noandang und Norakdang. Hinter diesem Gebäude liegt Yeongnodang, das Haus von Kim Seung-hyeon (Kulturschatz Nr. 19).
Der Palast ist ganzjährig geöffnet und verfügt neben den Palastanlagen über eine Ausstellungshalle, in der Artefakte aus der Zeit von König Gojong und Regent Heungseon gezeigt werden.

## Bilder

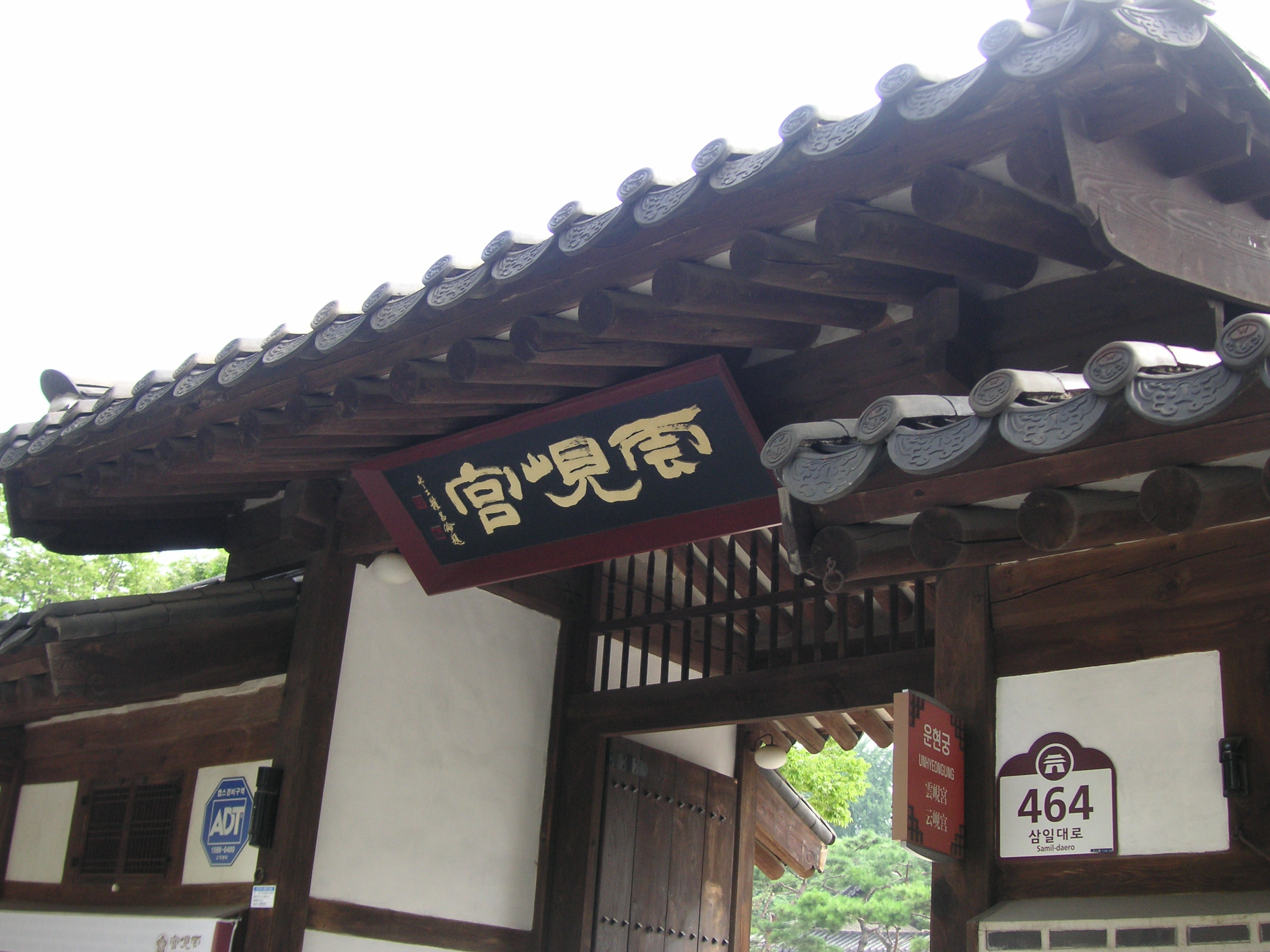
Eingang zum Palast
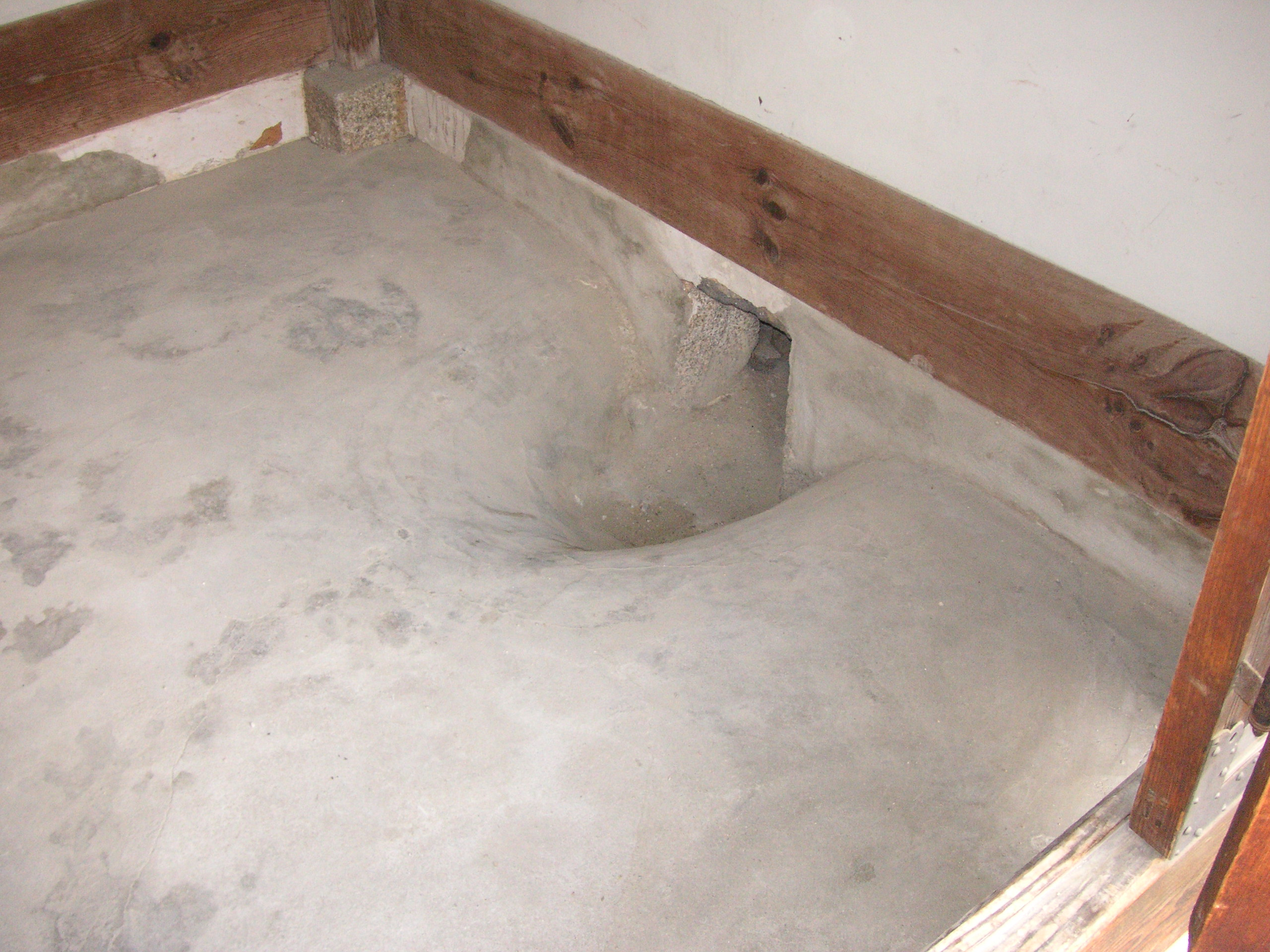
Feuerungsstelle für den Ondol
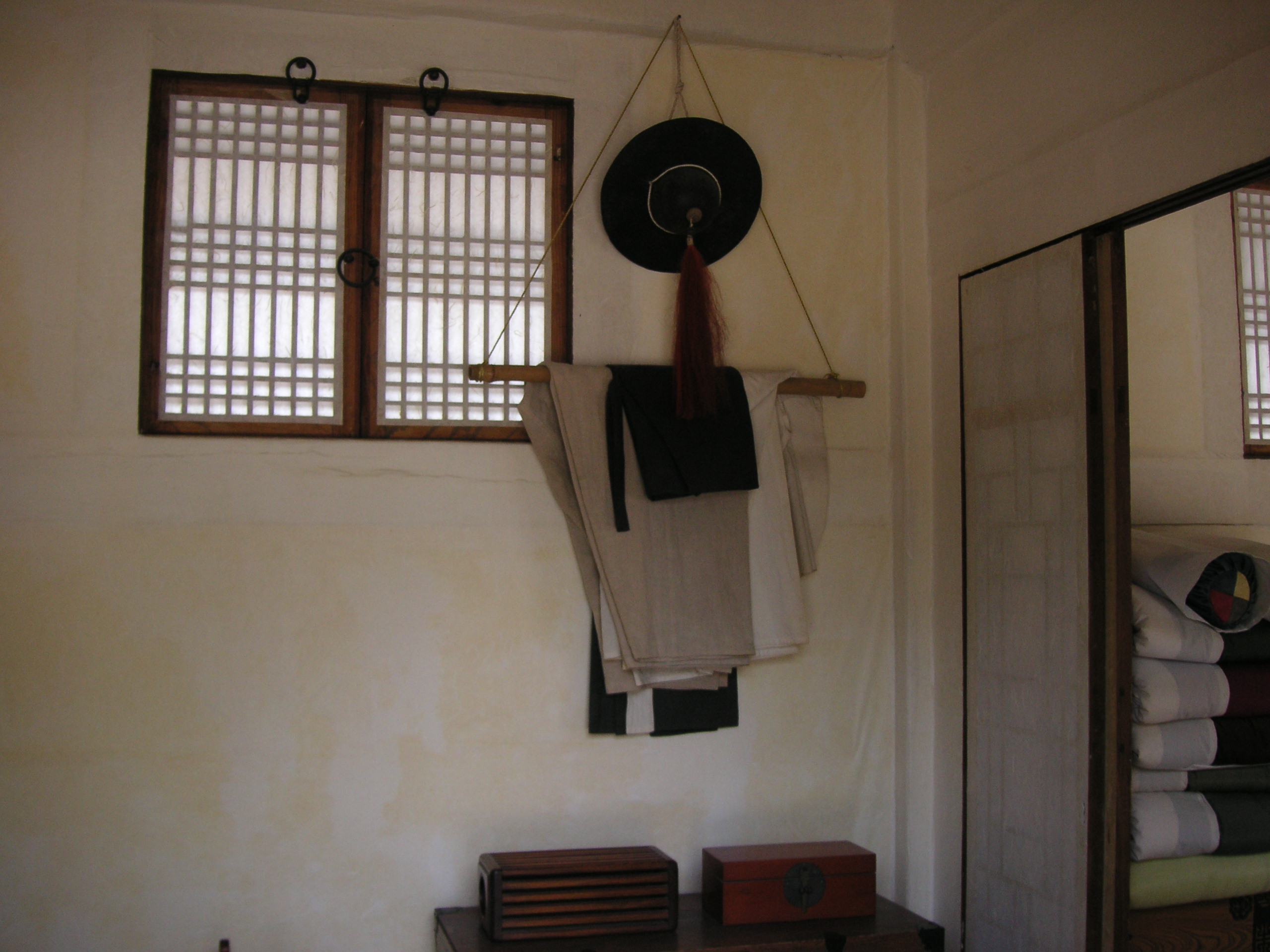
Innenansicht mit Kleidung der Bewohner